# Корсини
Корсини (Corsini) — знатный флорентийский род, известный с XIII века.
Филиппо Корсини был возведён папой Урбаном VIII в маркизы. Его внук, кардинал Лоренцо Корсини, занял в 1730 году папский престол под именем Климента XII. Нери Корсини (1771—1845) был представителем Тосканы на Венском конгрессе и умер первым министром Тосканского герцогства. Корсини владели замечательными дворцами в Риме и Флоренции.
Принадлежавшая им в Риме вилла Piapio, с галереей картин XVII века была продана итальянскому правительству.
В ноябре 2016 года в Лондоне под колесами грузовика погиб 21-летний принц Филиппо Корсини, который ехал на велосипеде.